# Гора Фунаґата
Гора́ Фунаґа́та (яп. 船形山, ふながたやま, МФА: [ɸunagata jama], «Човнеподібна») або Ґосьо́ (яп. 御所山, ごしょさん, МФА: [goɕosaɴ], «Палацова»)  — андезитовий вулкан четвертинного періоду в Японії. Розташований на межі префектур Міяґі та Ямаґата. Найвища гора вулканічної гряди Фунаґата, відгалуження гір Оу. Висота — 1500 м.
Мешканці префектури Міяґі називають її Фунаґатою, а мешканці префектури Ямаґати — Ґосьо. Перша назва походить від обрису гори зі сторони Міяґі, який нагадує перевернуте днище човна. Друга назва пов'язана із місцем перебування Верховного Імператора Дзюнтоку — за легендою він переховувався на горі від заслання на острів Садо після поразки двірцевого антисамурайського повстання 1221 року.
На вершині гори розміщено синтоїстське святилище Ґосьо. Східний схил гори має узвишшя, що в давнину було кратером вулкану. Гора покрита, в основну, буковими лісами, проте на висоті вище 1400 м переважають кедрові кущі та високогірні рослини. З обох префектур до гірської вершини прокладені туристичні маршрути.